# かりんと。
『かりんと。 with Karin』は、原作・氷幻嵩人、漫画・THE SEIJIによる日本の漫画作品。ジャンルはラブコメ。『週刊少年チャンピオン』（秋田書店）にて2004年11号から2005年25号まで連載された。単行本は全7巻。話数は全62話。

## あらすじ
天文オタクな高校1年生、大沢淳平（おおさわ じゅんぺい）は幼馴染の城戸花梨（きど かりん）に想いを寄せていた。しかし、彼女には成績優秀・スポーツ万能の双子の兄、城戸修一（きど しゅういち）がいる。「勉強はできない、スポーツもできない自分に、彼女が振り向くわけはない」。そうあきらめていた淳平だったが、何と花梨本人からデート誘いを受ける。
夢のような話に浮かれる淳平。しかし、そこに同じく幼馴染でクラス委員長の一之瀬亜紀（いちのせ あき）が現れ、花梨の部屋を覗き見していたことがバレ、さらにそのことが修一にも知られてしまう。しかし意外なことに修一は、「そんなに花梨が好きなら、俺と入れ替わって花梨と一晩すごしてみないか?」と言う。不思議がりながらも、頷く淳平。すると亜紀が2人の魂を入れ替えると言い、その不思議な力によって、淳平と修一の体が入れ替わってしまうことに…。

## 登場人物紹介
大沢 淳平（おおさわ じゅんぺい）
本作の主人公。緑ヶ丘高校1年生。天文部に所属。天文に関する知識だけは豊富な、自称「天文オタク」。花梨のためなら、どんな努力や苦労もいとわない実直な性格。
城戸 花梨（きど かりん）
本作品のメインヒロイン。ぼんぼりの髪留めが特徴。淳平の同級生であり、幼馴染。美人で、誰にでも優しい性格。淳平が想いを寄せている。外見に似合わずかなりの食いしん坊であり、作中よく何かを食べている描写がある。料理の腕はかなり悪い。
城戸 修一（きど しゅういち）
花梨の双子の兄。淳平たちと同じクラスで、サッカー部に所属する。成績優秀でスポーツ万能、ルックスもよく、女生徒から絶大な人気を得ている。その一方でかなりの遊び人であり、飲酒や不良とのケンカなど、裏では様々なことをしている。亜紀の不思議な力や彼女の正体に興味を惹かれるうち、次第に彼女に好意を抱いていく。
一之瀬 亜紀（いちのせ あき）
クラスの委員長を務める眼鏡をかけた女子。淳平たちからは「委員長」と呼ばれる。淳平、花梨、修一とは互いに幼馴染の関係。何でも器用にこなす。人間の魂を入れ替える不思議な力を持つ。
自分にある不思議な力と、幼少の頃の記憶がほとんどないことが相まって、自分が何者なのか悩んでいる。淳平のことが好きだが、淳平と花梨をくっつけることが自分の使命である、と言い切り、2人の仲を近づけようとする。
田口（たぐち）
淳平と同じ天文部の部員であり、淳平の悪友。成績は淳平とともに赤点ギリギリ。
マスター
第2巻から登場。修一がよく通う「BAR JUKE BOX」の店主。「アーハー」が口癖。オネエ言葉でしゃべる。サーフィンが得意。
難波（なんば）
第2巻から登場。緑ヶ丘高校の女性保健医。浮気な性格で、気に入った男なら生徒であろうと積極的に誘惑する。
矢崎 浩志（やざき ひろし）
第4巻から登場。淳平たちのクラスに転校してきた男子。クールな外見と、修一以上に優秀であるため、転校初日から女生徒の注目を浴びる。亜紀のことが好きであり、謎の多い彼女の素性を調べる目的で転校してきた。

## 単行本
1. 2004年08月10日発売、ISBN 4-253-20701-4
2. 2004年10月15日発売、ISBN 4-253-20702-2
3. 2004年12月25日発売、ISBN 4-253-20703-0
4. 2005年02月20日発売、ISBN 4-253-20704-9
5. 2005年05月10日発売、ISBN 4-253-20705-7
6. 2005年07月10日発売、ISBN 4-253-20706-5
7. 2005年08月10日発売、ISBN 4-253-20707-3